# Playmate

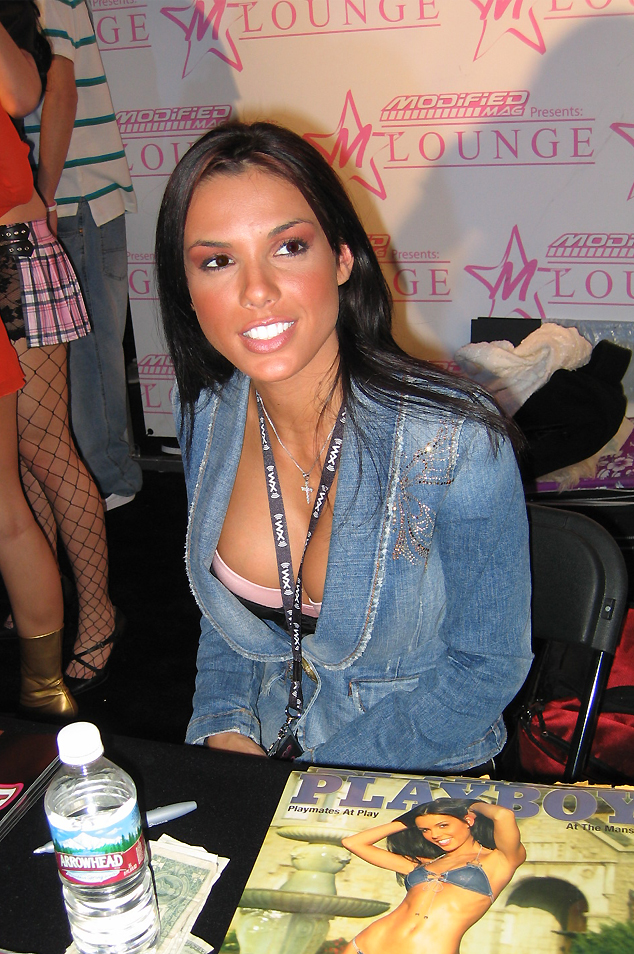
Playmate of the Year 2004 Carmella DeCesare ontmoet haar fans

Een playmate ('speelkameraadje') is een model dat naakt poseert op de centerfold van het erotische tijdschrift Playboy. Uit de twaalf playmates van de maand koos Playboy-oprichter Hugh Hefner (1926-2017) ieder jaar een 'playmate van het jaar', rekening houdend met een enquête onder de lezers.
Veel modellen hebben roem vergaard door een dergelijke fotoserie, zoals Marilyn Monroe, die de eerste was.